# 久松俊勝

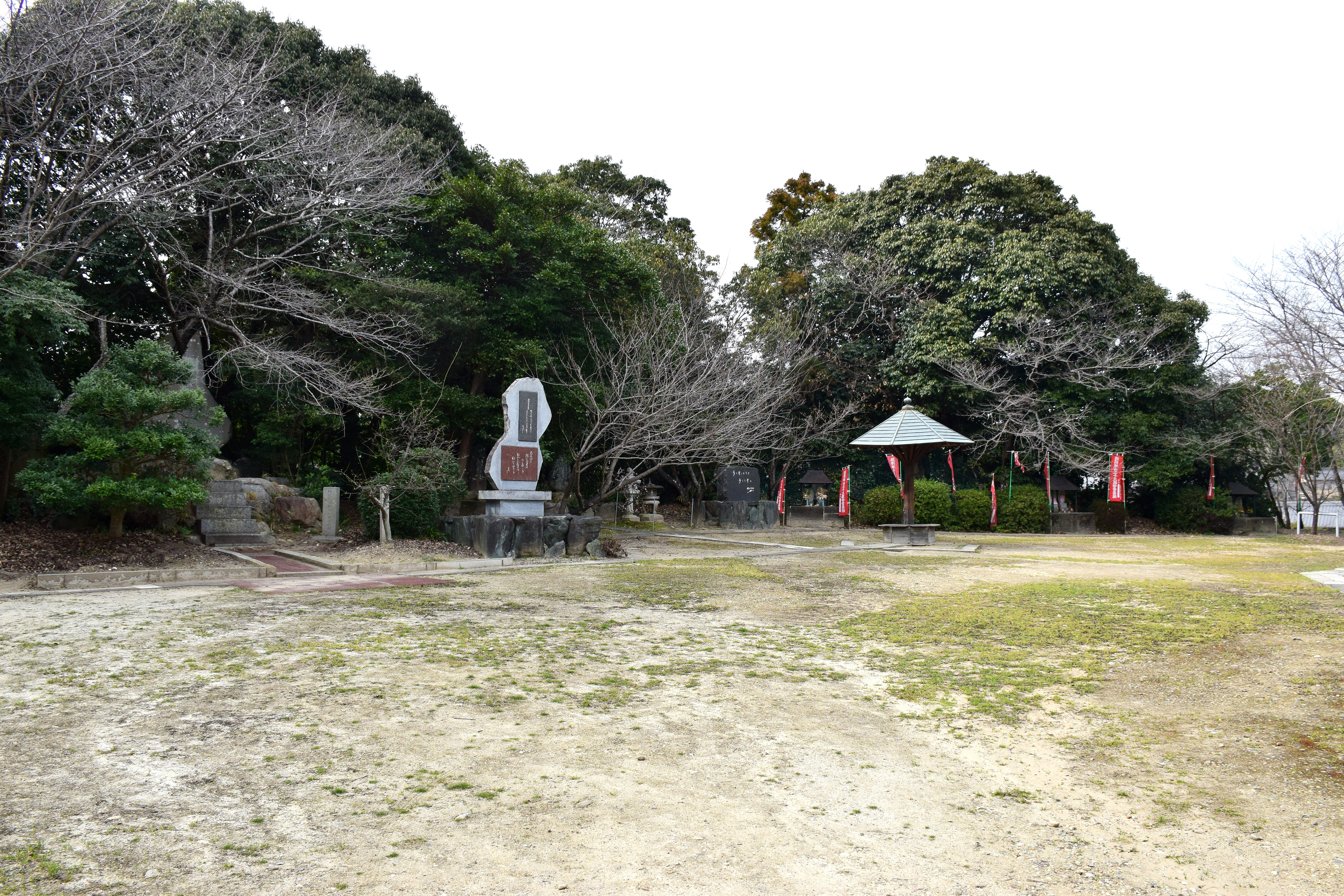
久松俊勝の居城だった坂部城址

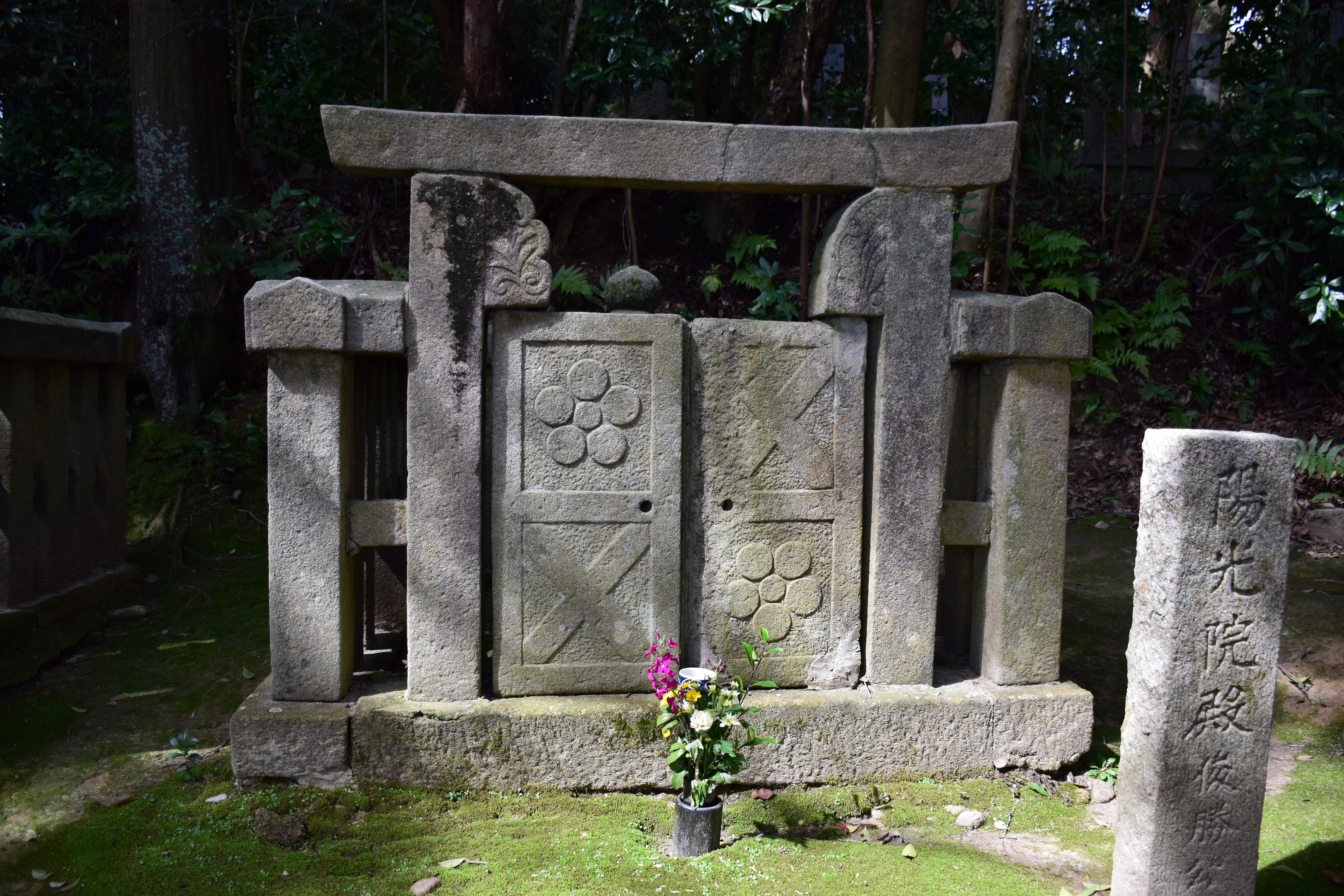
洞雲院にある俊勝の墓

久松 俊勝（ひさまつ としかつ）は、戦国時代の武将。尾張国知多郡の坂部城（阿久比城:愛知県阿久比町卯坂）主。初名は定俊及び長家（ながいえ）。徳川家康の生母・伝通院の再婚相手として知られる。本姓は菅原氏。佐渡守を称した。実父は久松定義とされている（『藩翰譜』1巻320頁など）。『東照宮御実紀』巻二には、尾州の智多郡阿古屋の久松佐渡守俊勝とある。

## 生涯
尾張国守護斯波氏に仕える国人領主であった久松氏は、戦国時代には大野城（愛知県常滑市北部）を本拠とする佐治氏と争っていた。しかし俊勝は天文15年（1546年）佐治氏の一族より長子・信俊の妻を迎えることで和睦した。これは松平広忠の仲介によるものとする『寛政重修諸家譜』の記述がある（新訂17巻314頁）。また古文書などから従来織田方として見られていたが、広忠と同心していたことも明らかになっており、織田方との提携とともに松平氏とも提携していたと思われる。
桶狭間の戦い後に松平元康（広忠と伝通院の子、後の徳川家康）に与す、永禄5年（1562年）今川氏の重臣・鵜殿長照が守る三河国宝飯郡西郡の上ノ郷城（愛知県蒲郡市神ノ郷町）を上ノ郷城の戦いで攻略した。西郡の領主となった俊勝は、信俊に阿久比を譲り、上ノ郷城には於大との間に生まれた次子・康元を置いた。この時期の発給文書には「長家」の名が見え、また佐渡守を名乗っていたことがわかる（永禄8年（1565年）の安楽寺「宗感」宛寄進状など。『蒲郡市誌』（旧市史）資料編50頁所収）。「俊勝」への改名はこれ以降と考えられるが、2006年（平成18年）版『蒲郡市史』はその時期を不明としている（1巻481頁）。また、松平元康は永禄6年（1563年）に「家康」と改名するが、家康の"家"の字は継父である久松長家より一字を得たものであったが、後年大名に成長した家康を憚って長家の方が「俊勝」と改名。さらに、家光以後に徳川将軍家にとり「家」の通字が重要となり由来を隠したため、その由来が分からなくなってしまったとする説もある。
後に織田信長から武田勝頼への内通の疑いをかけられた水野信元（家康には伯父、俊勝には義兄にあたる）が家康を頼ってくる。しかし、家康は信長の命により同盟を重視して信元と養子の元茂を岡崎城に呼び出し切腹により自害させる。後に事情を知って激怒した俊勝はそのまま西郡城に隠退してしまった。晩年には三河一向一揆で追放された一向宗寺院の三河復帰に尽力したという。
墓所は阿久比町大字卯坂字英比67番地の洞雲院および蒲郡市清田町門前4番地の安楽寺。法名は陽光院殿前佐州華林崇心大居士。

## 子女
『寛政重修諸家譜』（新訂17巻315頁）が掲げるのは庶長子の信俊をはじめ、一色帯刀詮勝の妻、また伝通院との間の子として松平姓を名乗った松平康元、松平康俊、多劫姫（桜井松平忠正室、のち松平忠吉室、のち保科正直室）、松平定勝、松姫（松平康長室）、天桂院（松平家清室）、その他一女である。俊勝隠遁の原因となった水野信元暗殺は、佐久間信盛の讒言を受けたものであるとされているが、庶長子の信俊も信盛の讒言（ざんげん）を受け自害に追い込まれ、居城の坂部城は信盛の軍勢によって攻め落とされ、信俊の子供達も殺害されている。
多劫姫を俊勝の娘とするのは「寛政譜」菅原氏「久松」（新訂17巻315頁）および「桜井松平」（同1巻33頁）に拠るものである。
元NHKアナウンサー松平定知は久松俊勝の子孫にあたる。

## 登場作品
- 『徳川家康』 （NHK大河ドラマ 1983年)、演：橋本功
- 『どうする家康』　(NHK大河ドラマ 2023年)、演：リリー・フランキー